# André Laug
André Laug è una casa di moda italiana fondata nel 1968 dall'omonimo designer francese.

## L'esordio
Il marchio André Laug nasce nel 1968 quando lo stilista francese (Gravelines, 29 dicembre 1931 - Roma, 16 dicembre 1984), formatosi a Parigi da André Courrèges e Nina Ricci, apre la sua casa di alta moda in Piazza di Spagna, a Roma, con l'aiuto di Susy Gandini.
Questa data indica l'ingresso ufficiale nella moda italiana dello stilista.

## Il primo decennio (1969-1978)
Nel 1969 nascono i primi accordi con compratori stranieri, tra cui Elizabeth Arden, Bergdorf Goodman e Saks Fifth Avenue. L'acquirente statunitense Martha Phillips introduce il marchio negli Stati Uniti. Laug diventa uno degli stilisti di riferimento di Audrey Hepburn, alla quale dedica una delle linee del prêt-à-porter, la “Audrey”.
Vogue America e i più importanti giornali di moda dedicano le copertine ad André Laug. Dopo i tailleur, nel 1970 lo stilista lancia le camicie da donna, vendute in America a 2.500 dollari.
Nelle collezioni del 1972 André Laug propone il fiocco. Vogue gli dedica un lungo servizio fotografico firmato da Oliviero Toscani.
Tra le clienti di questi anni ci sono Audrey Hepburn, le First Lady americane Jackie Kennedy e Barbara Bush, Lee Radziwill, Diana Ross, Kathy Hilton, Estée Lauder, Carroll Baker, Ira von Fürstenberg, Mia d'Acquarone et de Riencourt, Anna e Alice Bulgari, Margareth Trudeau, Helietta Caracciolo, Rossella Falk, Paulette Goddard, Capucine e tante altre.
Le collezioni Laug del 1974 sono ispirate alla Russia degli zar. Alla fine del 1975 a New York, nella Libreria Rizzoli in Fifth Avenue, Roberto Polo e Diana Vreeland, direttrice di Vogue America, organizzano una mostra di “moda creativa” con opere realizzate o scelte in esclusiva per la mostra. A rappresentare l'Italia sono Pino Lancetti, Valentino e André Laug. Nel luglio 1976 viene presentata una linea di “alta moda pronta” in un set allestito da Vogue accanto ad opere di Michelangelo Pistoletto (il servizio è di Norman Parkinson).
Alla fine degli anni Settanta, André Laug propone il marabù e realizza gli abiti per il film italo-francese Il vizietto (La cage aux folles), su disegno del costumista Piero Tosi (che si aggiudica la nomination per i Migliori Costumi agli Oscar del 1980). Nel 1978, André Laug celebra i suoi dieci anni di attività in Italia con un pranzo a Milano cui accorrono molti compratori americani e la stampa internazionale. L'azienda è cresciuta e conta in questi anni oltre cento dipendenti a tempo indeterminato.

## Gli anni Ottanta e la prematura scomparsa (1979-1984)
Nei primi anni Ottanta Laug insiste sulla robe-manteau, segnalata da Harper's Bazaar, e si afferma con una linea dandy. In quegli anni posano o indossano abiti di Laug le supermodelle Susan Hess, Pat Cleveland, Gia Carangi, Linda Evangelista, Brooke Shields, Yasmin LeBon, Jerry Hall, Iman e una giovanissima Uma Thurman. Nel dicembre del 1982 il fotografo Helmut Newton firma su Vogue un racconto di Natalia Aspesi, dedicato alla donna contemporanea, interpretato da modelle vestite da André Laug.
Nel 1984, Laug sfila con modelli ispirati a Matisse. Nella notte tra il 15 e il 16 dicembre, muore improvvisamente nella sua casa a Roma, stroncato da un infarto all'età di 53 anni.

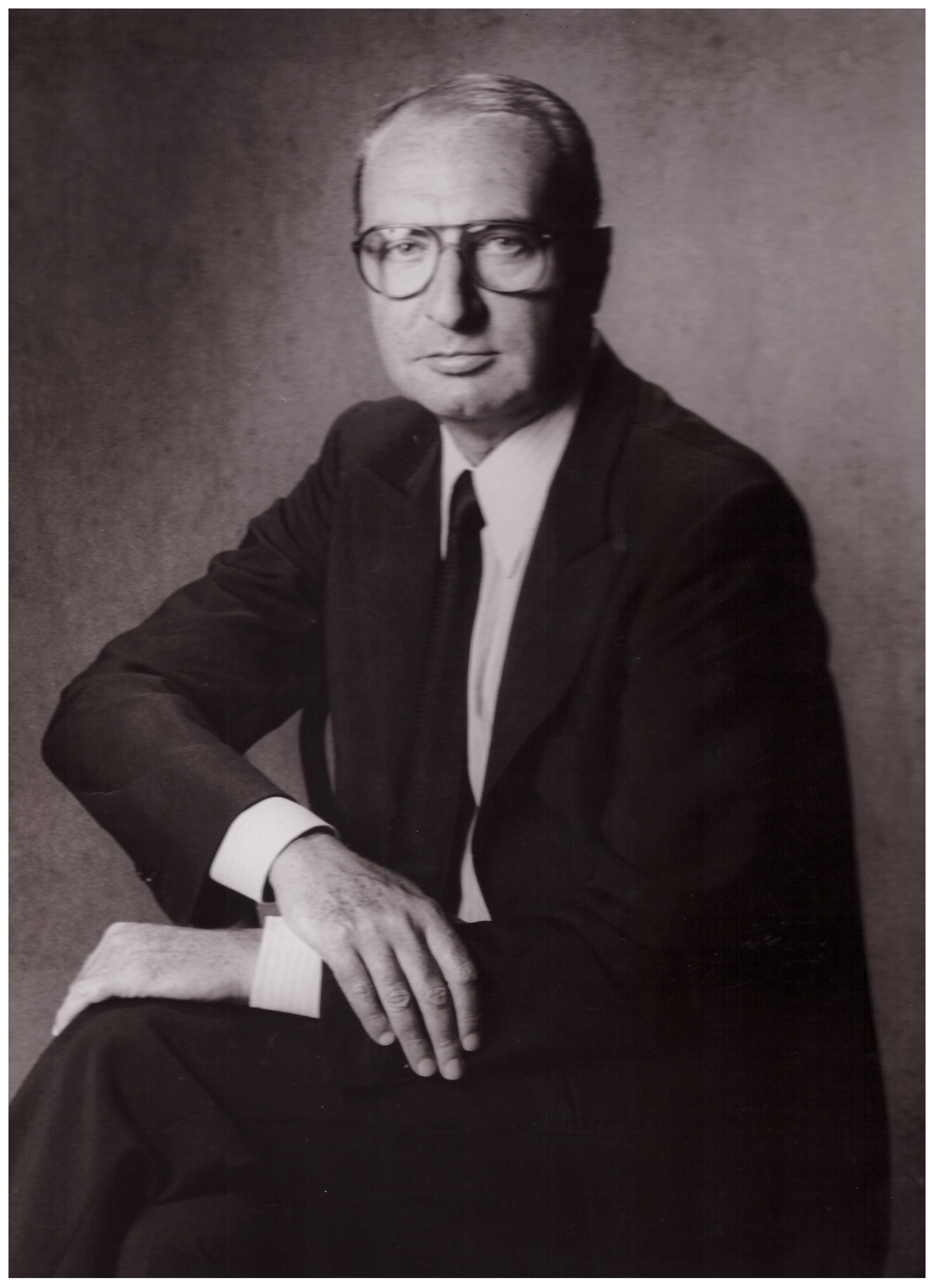
Lo stilista André Laug

## Dalla gestione di Olivier fino ad oggi
Alla morte di Laug, l'imprenditore Giancarlo Rossetti (noto come "Olivier") assume la presidenza della società. Olivier chiama a lavorare con sé Laura della Croce di Dojola e costituisce una squadra di tre disegnatori e due responsabili immagine. L'azienda, forte di 83 collezioni di alta moda e pret-à-porter di lusso, riparte dalla mole di disegni lasciati dallo stilista.
Dalla ricca raccolta di bozzetti lasciati da André Laug, l'erede Olivier sviluppa le nuove collezioni di prêt-à-porter molto vicina a un prodotto di lusso, quasi di alta moda. La Maison lancia una nuova linea di abbigliamento femminile a un prezzo più accessibile rispetto alla linea principale: la “André Laug Chic”, distribuita a circa 230 negozi in Europa. Giappone e Nord America, invece, restano i mercati più importanti dell'alta moda. Il marchio arriva anche sul piccolo schermo: Laug realizza l'abito giallo dell'interprete della pubblicità dei cioccolatini Ferrero Rocher.
Gli Stati Uniti restano il punto di riferimento della Casa di Alta Moda Laug anche negli anni Novanta e all'inizio degli anni Duemila. Nel 2005, Giancarlo Rossetti muore a Roma. La casa di moda passa agli eredi.
Nel 2015 l'atelier si trasferisce in Rampa Mignanelli.
Ancora oggi, alcuni abiti André Laug sono conservati al MET - Metropolitan Museum di New York.

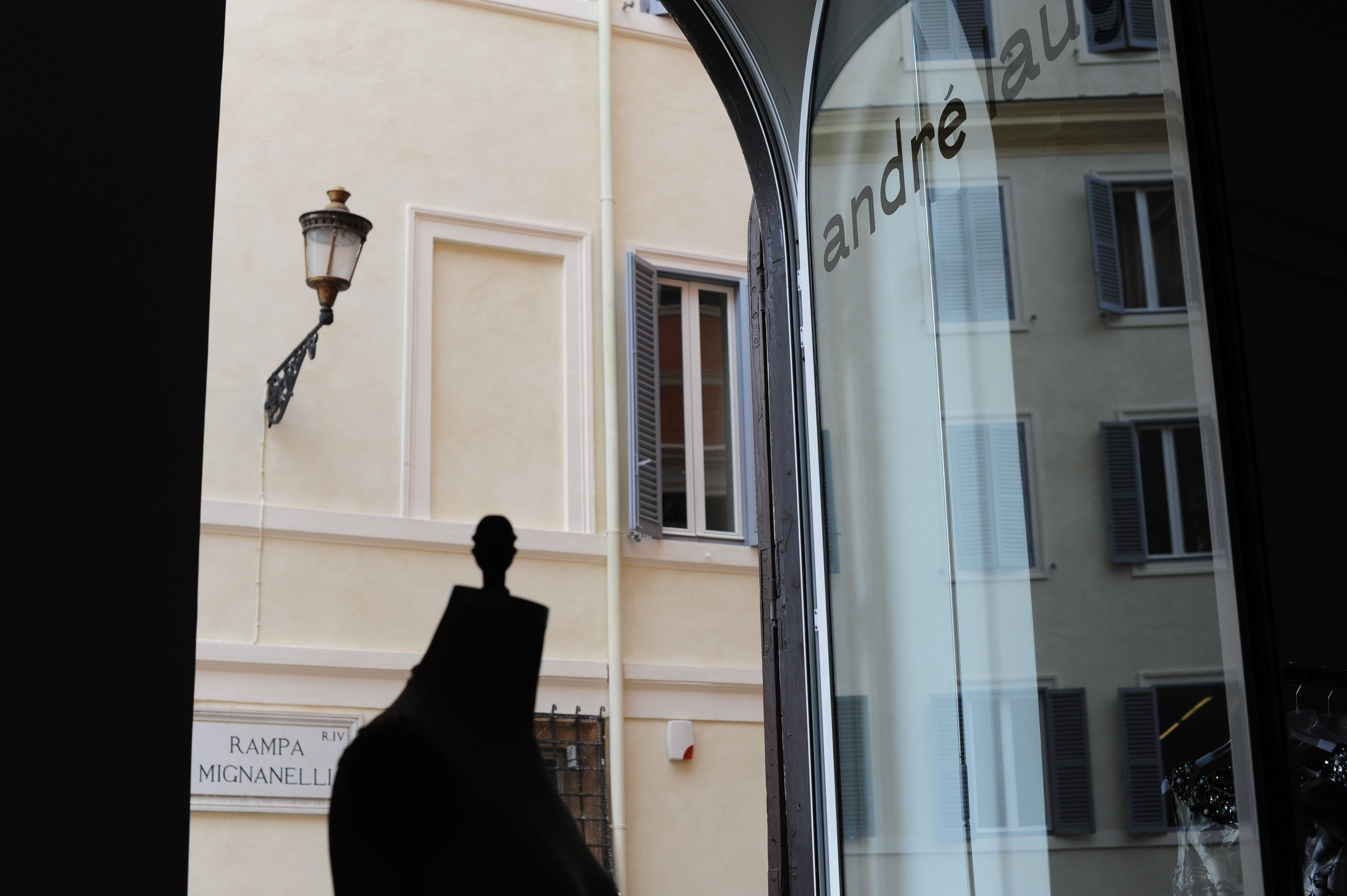
La vetrina di André Laug a Roma, in Rampa Mignanelli